# Chase (canção de L'Arc~en~Ciel)
"Chase" é o quadragésimo single da banda japonesa de rock L'Arc~en~Ciel, lançado em 21 de dezembro de 2011. O single atingiu a 2ª posição na parada do Oricon Singles Chart, vendendo 71.894 cópias na primeira semana.
A música foi usada como tema da adaptação em live action do mangá Wild 7, lançado em 21 de dezembro de 2011.

## Faixas
Todas as letras escritas por Hyde. 
| N.º            | Título                                            | Música                              | Duração |  |
| 1.             | "Chase"                                           | hyde, ken                           | 4:25    |  |
| 2.             | "My Dear -L'Acoustic version-"                    | hyde (-L'Acoustic version- por ken) | 5:15    |  |
| 3.             | "Chase (Hydeless version)"                        | hyde                                | 4:25    |  |
| 4.             | "My Dear -L'Acoustic version- (Hydeless version)" | hyde (-L'Acoustic version- por ken) | 5:15    |  |
| Duração total: | Duração total:                                    | Duração total:                      | 19:23   |  |